# LEGO マーベル / アベンジャーズ ミッション・デモリション
LEGO マーベル / アベンジャーズ ミッション・デモリション（LEGO Marvel Avengers: Mission Demolition）は、マーベル・コミックの同名のスーパーヒーローチームを題材にしたテレビアニメ。レゴ スーパー・ヒーローズの作品陣の1つである。2024年10月18日から全世界のDisney+で配信されている。

## キャラクター
デモリションマン / デニス
声 - 白石兼斗 / 英 - ウィル・フリードル
テラックス / テリー
声 - 後藤光祐 / 英 - ケビン・スミス
ヴィジョン
声 - 山本善寿 / 英 - デビッド・ケイ
アイアンマン / トニー・スターク
声 - 川原慶久 / 英 - ジョン・ステイモス
キャプテン・アメリカ / スティーブ・ロジャース
声 - マルヤマタケシ / 英 - ロジャー・クレイグ・スミス
マイティ・ソー / ドナルド・ブレイク
声 - 藤真秀 / 英 - トラヴィス・ウィリンガム
超人ハルク / ブルース・バナー
声 - 武田太一 / 英 - フレッド・タタショア
キャプテン・アメリカ / サム・ウィルソン
声 - 山本兼平 / 英 - オギー・バンクス
ブラックウィドウ / ナターシャ・ロマノフ
声 - 木下紗華 / 英 - ローラ・ベイリー
ブラックパンサー / ティ・チャラ
声 - 辻井健吾 / 英 - ジェームズ・C・マシス
ウルヴァリン/ジェームズ・ハウレット
声 - 乃村健次 / 英 - スティーブ・ブラム
ジェニファー・ウォルターズ / シー・ハルク
声 - 百瀬絵理 / 英 - ティファニー・ティーセン
ムーン・ガール
声 - 飯沼南実 / 英 - ダイアモンド・ホワイト
ロケット・ラクーン
声 - 佐藤せつじ / 英 - トレバー・デヴァル
グルート
声 - 祐仙勇 / 英 - ?
ムーンナイト
声 - 滝知史 / 英 - スコット・ポーター
タイタニア / メアリー・マクフェラン
声 - 有賀由樹子 / 英 - ジュリー・ナサンソン
トラップスター
声 - 武田幸史 / 英 - スティーブ・ブラム
ゴーストライダー
声 - 酒井敬幸 / 英 - _フレッド・タタショア
ゴーストスパイダー
声 - 大平あひる / 英 - リリー・サンフェリッポ
スーザン・ストーム / インビジブル・ウーマン
声 - 寺西はる / 英 - ヴァネッサ・マーシャル
ベン・グリム / シング
声 - 乃村健次 / 英 - ロジャー・クレイグ・スミス
ウェイド・ウィルソン/デッドプール
声 - 内田岳志 / 英 - ジェイソン・マンツォーカス

## スタッフ
- 監督 - ケン・カニンガム
- 制作 - ダン・ラングロワ
- 脚本 - ユージン・ソン
- ストーリー - ユージン・ソン、ハリソン・ウィルコックス
- 音楽 - ステファン・アンドリュース
- 編集 - デイモン・フルフォード
- 制作 - マーベル・スタジオ・アニメーション、アトミック・カートゥーン

### 日本語版スタッフ
- 翻訳 - 石山祐子
- 演出 - 麦島哲也
- 録音/調整 - 中西一仁
- 録音制作 - HALF H・P STUDIO
- 日本語版製作 - Disney Character Voices International Inc.